# Ana Pauker
Ana Pauker (Codăești, 13 dicembre 1893 – Bucarest, 3 giugno 1960) è stata una politica comunista romena.
Fu tra i principali esponenti del Partito Comunista Rumeno e della sua ala "moscovita", più tenacemente schierata sulle posizioni di Stalin. Uscì sconfitta dalla lotta per il potere nel Partito e in Romania nei primi anni cinquanta. 
Ministro degli Esteri dal 5 novembre 1947 al 10 luglio 1952 nel governo Petru Groza e nel governo Gheorghe Gheorghiu-Dej, fu la prima donna dalla Romania e dall'estero che tenne un'importante funzione di leadership in un governo.

## Biografia
Di famiglia ebraica ortodossa (il suo vero nome era Hannah Rabinsohn), cominciò a lavorare in gioventù come insegnante di lingua ebraica. Spinta dal collega Henry Steinberg, entrò a far parte del Partito Social Democratico dei Lavoratori Rumeno nel 1915, a Bucarest. Sull'onda della rivoluzione d'ottobre, l'adesione al comunismo si diffuse in tutto il paese che vide negli anni 1919 e 1920 susseguirsi gli scioperi.
Mentre il suo partito diventava il più importante del paese, lei si trasferì in Svizzera per terminare gli studi in medicina, nel settembre 1919, ma dovette presto rinunciare per difficoltà finanziarie e per il suicidio di suo fratello. In Svizzera aveva legato con numerosi esponenti socialisti, fra cui René Lachenal, Henri Barbuze, Humber Droz; si legò sentimentalmente con lo studente di ingegneria Marcel Pauker, che raggiunse a Zurigo nel 1921 senza riuscire a passare gli esami di medicina. Si sposarono nel dicembre 1921 ed ebbero un figlio, Tanio, per poi rientrare in Romania, dove integrarono il Partito Comunista Rumeno, andando incontro a notevoli difficoltà determinate dall'ostilità via via crescente nei confronti dei comunisti. Tale ostilità era dettata principalmente da due fattori:
- la paura della minaccia sovietica ai confini (la Romania dopo la prima guerra mondiale aveva occupato la Bessarabia, regione strategica rivendicata per decenni sia dai russi che dai romeni) e i comunisti erano considerati diretti emissari della volontà dei sovietici;
- il carattere anti-nazionale del loro partito, che ne impediva il successo in un paese allora attraversato dalle più varie correnti nazionalistiche.

In quel contesto Ana Pauker subì molteplici arresti, dato che – assieme a suo marito – faceva parte della dirigenza del partito ed era alla testa della fazione pro-bolscevica che aveva preso controllo del partito dopo il congresso dell'8–12 maggio 1921. Furono quindi arrestati entrambi nel 1922, 1923 e poi nel 1924 per la loro attività politica. Nell'impossibilità di trovare un lavoro a causa delle loro attività politiche, Ana Pauker si stabilì a Bucharest come sarta. In aperta polemica con la dirigenza del partito, reputata troppo passiva e lontana dalla lotta politica, i Pauker scelsero la via dell'esilio: vissero a Berlino, poi a Parigi e a Vienna nel 1926-7. Nel 1928, Ana Pauker si trasferì a Mosca per entrare nella Scuola Internazionale Lenin del Comintern, che preparava gli alti funzionari del partito comunista, dove perfezionò la sua preparazione politica.
Terminata la sua preparazione a Mosca, e dopo un soggiorno in Francia dove era istruttrice per conto del Comintern, Ana Pauker tornò con Marcel Pauker in Romania, dove i comunisti erano guardati con sospetto: la situazione si era fatta più tesa in tutta l'Europa orientale a causa del proliferare di partiti e movimenti filonazisti, antisemiti e nazionalisti di vario genere (come le Croci Frecciate in Ungheria e la Guardia di Ferro in Romania). Venne arrestata e processata nel 1936, assieme ad altri dirigenti comunisti, fra cui Alexandru Moghioroș e Alexandru Drăghici; venne condannata a 20 anni di prigione.
Dopo l'occupazione della Bessarabia da parte dell'URSS nel giugno 1940, si rifugiò in Unione Sovietica, inviata dal governo rumeno in un programma di scambio di prigionieri contro Ion Codreanu, un ex-membro del Sfatul Țării (il parlamento della Bessarabia che aveva votato per l'unione con la Romania il 27 marzo 1918). Durante i suoi anni di prigionia, suo marito Marcel era caduto vittima delle grandi purghe staliniane nel 1938. Fu a capo della delegazione romena della Terza Internazionale e tra i firmatari nel 1943 della risoluzione che scioglieva l'Internazionale.
Rientrata in Romania con l'Armata Rossa nel 1944, venne eletta segretaria generale del Partito e divenne membro del governo di coalizione nell'immediato dopoguerra, segnalandosi subito tra gli stalinisti più agguerriti. Dal 1947 al 1952 fu Ministro degli Esteri, la prima donna al mondo ad occupare tale posizione. Una volta nato il regime comunista romeno, ne divenne uno dei principali esponenti, una delle quattro persone del Comitato Centrale e, formalmente, la seconda in comando. Nel 1948 il Time le dedicò la copertina e la descrisse come "la più potente donna vivente".

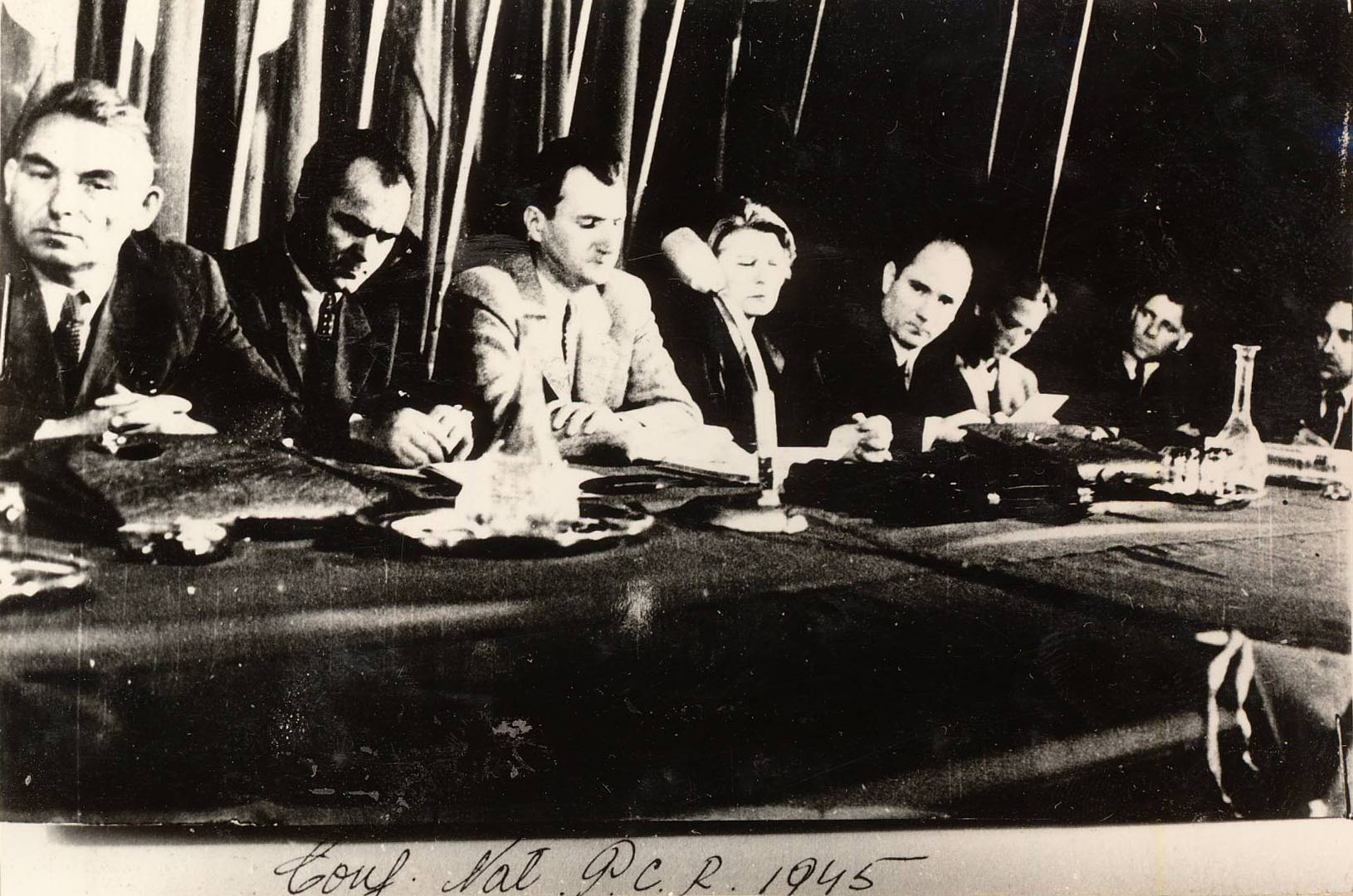
Anna Pauker alla Conferenza Nazionale del PCR (ottobre 1945)

Negli anni seguenti, il suo ruolo politico le permise di essere una forza moderata fra la leadership comunista rumena nel primo dopoguerra. Sebbene avesse spalleggiato le purghe politiche del 1945, dove decina di migliaia di persone legate al regime di Ion Antonescu vennero arrestate, nell'agosto 1945 Pauker ed il ministro degli Interni Teohari Georgescu fecero rilasciare migliaia fra gli arrestati, offrendo l'amnistia a quei fascisti della Guardia di Ferro che non avessero commesso crimini e che avessero consegnato le loro armi. Perseguì una politica di apertura, cercando di formare una coalizione con il Partito Nazionale dei Contadini ed il Partito Nazionale Liberale, ma tale iniziativa venne bloccata da Stalin ed il governo comunista formato quell'anno si basava su una maggioranza più risicata, formata con una corrente dei nazionali liberali capeggiata da Gheorghe Tătărescu. Teorica della Socialdemocrazia, in quegli anni, aprì le porte del patito, accettando adesioni senza uno stretto controllo e registrando più di 500 000 nuovi iscritti; fra di essi alcuni ex-membri della Guardia di Ferro. Questa politica le verrà rimproverata e molti degli iscritti al Partito in quell'occasione verranno a loro volta coinvolti nelle purghe negli anni 1948-1950.

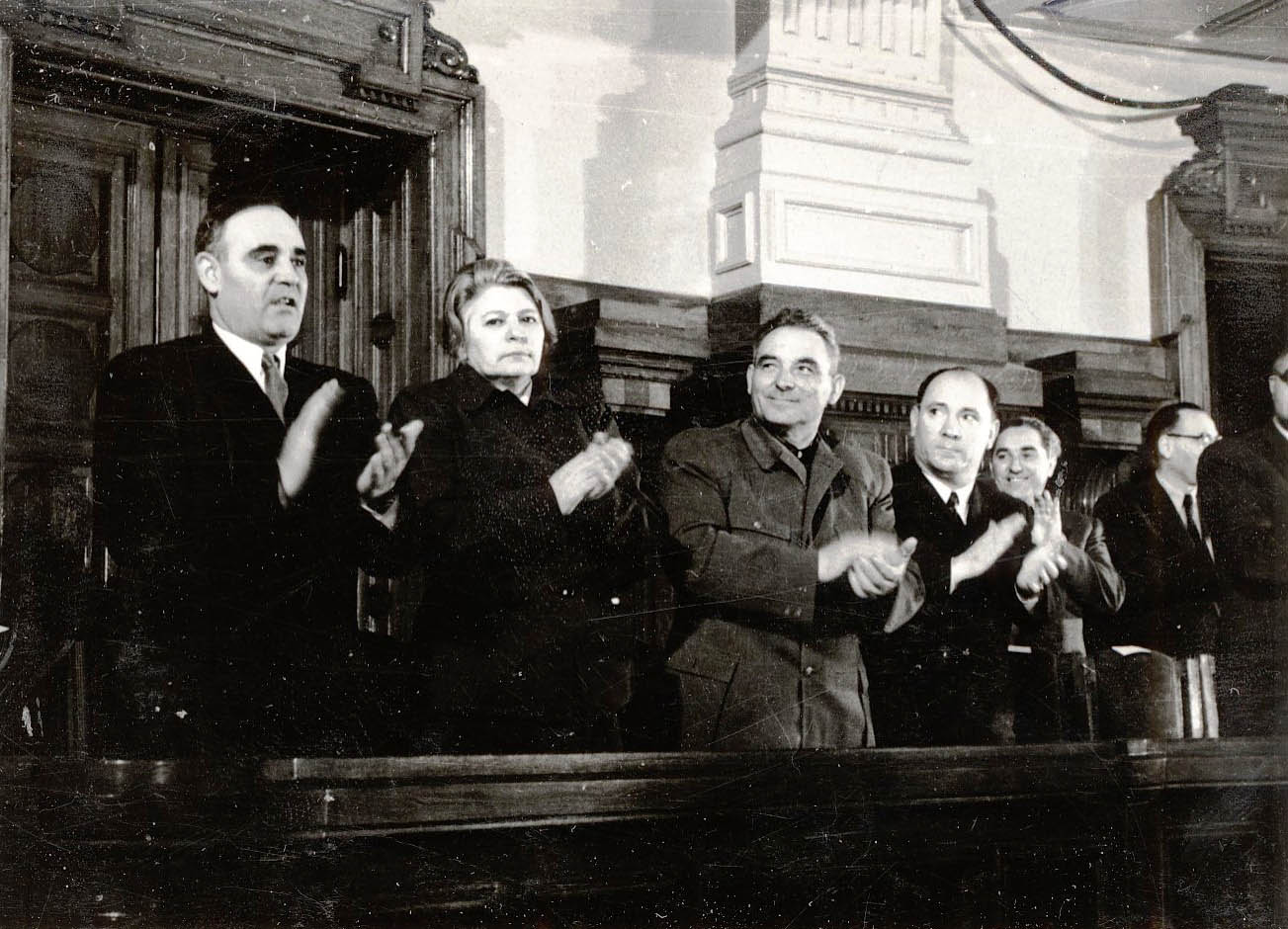
Alcuni membri del consiglio dei ministri rumeno: Gheorghe Gheorghiu-Dej, Ana Pauker, Vasile Luca, Georgescu, Valter Roman y Basil Mârza alla X sessione della Grande Assemblea Nazionale (7 aprile 1951).

Negli anni più intensi della Guerra fredda, benché molto vicina e forte sostenitrice dello stalinismo, Ana Pauker si contrappose in alcune occasioni alla politica del Cremlino durante il periodo stalinista del Cominform, quando l'Unione Sovietica impose un'unica linea politica ai paesi satelliti. Si oppose quindi, nel 1949, alla costruzione del canale Danubio-Mar Nero, anche se fosse stato Stalin stesso a proporre il progetto. Negli anni 1949 a 1952 cercò di impedire che venissero toccati dalle purghe lanciate come parte della politica sovietica contro Tito i veterani rumeni della guerra civile spagnola e della resistenza francese, tant'è che in Romania non avvennero purghe di massa contro i reduci di guerra.
Ferma oppositrice della collettivizzazione lanciata da Mosca nell'estate del 1950, condannò questa pratica come "assolutamente opposta alla nostra linea di partito ed assolutamente opposta ad ogni serio pensiero comunista" e permise ai contadini forzati a lavorare nelle fattorie collettive di tornare alle loro terre e, di fatto, bloccò la collettivizzazione in Romania nel 1951. Contro la politica anti-sionista di Stalin, fece sì che 100.000 ebrei potessero emigrare verso Israele dal 1950 al 1952, mentre gli altri paesi satelliti dell'Unione Sovietica proibirono l'emigrazione degli ebrei fuori dai confini nazionali. Questa linea politica portò Stalin a considerare che Ana Pauker avesse deviato verso posizioni non marxiste.
L'ala "nazionale" del partito, guidata da Gheorghe Gheorghiu-Dej, diventata egemone, la estromise da tutte le cariche governative e politiche con l'accusa, basata sulle sue origini ebraiche, di influenze sioniste. Con lei, venne rimosso l'intero gruppo vicino a lei politicamente, comprendente Vasile Luca e Teohari Georgescu. Rimase ai margini della vita politica fino alla sua morte; già affetta da cancro al seno, per il quale era stata operata nel 1950, morì a Bucarest il 3 giugno 1960 a causa di un arresto cardiaco.

## Famiglia
Marcel e Ana Pauker ebbero tre figli:
- Tanio (1921-1922);
- Vlad (1926-2016);
- Tatiana (1928-2011).

Ana Pauker aveva un quarto figlio, Masha (nato nel 1932), avuto dal ceco-ebreo comunista Eugen Fried. Adottò un quinto figlio, Alexandru, alla fine del 1940.
Vlad e Masha hanno vissuto in Francia.